# María Turgenova
María Turgenova ( España; 1900 - Buenos Aires, Argentina; 27 de junio de 1972) fue una primera actriz, vedette y cantante española, diva del cine mudo argentino.

## Carrera
Actuó principalmente en el cine mudo y en blanco y negro. Actuó con grandes personajes del cine mudo y sonoro como Felipe Farah, Lidia Liss, Jorge Lafuente, Florentino Delbene, Mario Soffici, Arturo Forte, Johny Ciptry, Olga de los Campos, Álvaro Escobar, Lolita Llopis, Elena Lucena, Libertad Lamarque, Laura Montiel, Stella Maris, Ermete Meliante y Gonzálo Castillo.

### Filmografía
- 1925: El organito de la tarde como Esthercita.
- 1926: La costurerita que dio aquel mal paso
- 1926: Muchachita de Chiclana
- 1927: Perdón, viejita como Nora.
- 1930: El cantar de mi ciudad como la muchacha del tango.
- 1930: La canción del gaucho de José Soler y Arturo Forté.
- 1931: Muñequitas porteñas como María Esther (inmigrante italiana).[1]

En su etapa como cantante de tangos destacó como La muchacha del tango, en el film Perdón, viejita, escrito por Osvaldo Fresedo (música) y José Antonio Saldías (letra), con el acompañamiento de la orquesta de los estudios SIDE dirigida por Alpidio Fernández. Algunos temas de los que Turgenova cantaba eran reeditados posteriormente por Carlos Gardel.

### Teatro
En teatro formó parte del elenco de la obra Estas son las chicas del Porteño de Enrique Rando, en papel de director, cantor y actor, junto a Azucena Maizani y Pepe Arias. El repertorio incluía 35 bataclanas y  15 primeras bailarinas.
En 1925 hizo Pasen a ver el fenómeno, de Ivo Pelay y Manuel Romero, con Ida Delmas, Marcelo Ruggero, José Ramírez, Miguel Gómez Bao y León Zárate.
Integró una compañía en el teatro Apolo en la que estrenó la obra Platuda y de abolengo en 1944, con Tomas Simari Carlos Betoldi, Carlos Bianquet, Elda Dessel, Alfredo Mileo, Malvina Pastorino, Antonia Volpe y Carlo Ugarte.
También hizo la obra Ropa vieja junto a Leopoldo Simari, José Franco, Eva Franco, Tomás Simari, Antonia Volpe, Ercilia Podestá, Francisco Bastardi y Marcos Caplán.
En 1944 realizó una pieza de Florencio Chiarello titulada Filomena y Pipistrelo se casan en un riachuelo  junto con Carlos Bianquet, Tota Ferreyra, Alfredo Mileo, Pepita Muñoz, Toti Muñoz, Malvina Pastorino y Tomás Simari, estrenada en el Teatro Comedia.
En sus inicios de  su carrera, María, trabajó como una cancionista de un cabaret de los suburbios.
Realizó festivales de tangos tanto en Argentina como en países como México, Chile, Perú, Ecuador y Colombia.

## Vida privada
Estuvo casada  desde 1924 hasta 1931 con el director José Agustín Ferreyra, director fundamental de varios films de aquellas épocas, con quien estuvo unida siete años. Al ser la mujer del director cinematográfico actuó en siete de sus 70 film que realizó. Junto a él presentó su última película actuada por ella en Nueva York, La Habana y Madrid.